# قورت درة (طغامين)
قورت درة (بالفارسية: قورت دره) هي قرية تقع في إيران في قسم طغامین الريفي. يقدر عدد سكانها بـ 101 نسمة بحسب إحصاء 2016.